# O touro (Boi na floresta)
O touro (Boi na floresta) é uma pintura, óleo sobre tela, de Tarsila do Amaral, pintado em 1928. Cronologicamente, a obra integra a fase antropofágica de Tarsila, embora ainda apresente elementos de sua fase pau-brasil, como o uso de tons de rosa e azul (cores caipiras) e a estilização geométrica para tratar de temas tropicais brasileiros.   